# Пантелеев, Андрей Андреевич
Андре́й Андре́евич Пантеле́ев (3 октября 1880 — 21 декабря 1918, Киев) — полковник Кавалергардского полка, монархист, участник Белого движения.

## Биография
Из дворянского рода Пантелеевых. Сын тайного советника Андрея Васильевича Пантелеева и жены его фрейлины Марии Владимировны Родзянко.
Окончив курс в Александровском лицее, 31 августа 1902 года поступил на службу в Кавалергардский полк. 26 сентября 1904 года произведен корнетом. В том же году был назначен помощником начальника учебной команды. Заведывал артелью нижних чинов с 25 апреля 1904 по 2 апреля 1905 года, когда переведен в Нежинский драгунский полк для участия в русско-японской войне. За боевое отличие был награждён орденом святой Анны 4-й степени. 1 декабря 1905 года вернулся в Кавалергардский полк, а в следующем году был вновь назначен помощником начальника учебной команды. Реагируя на события первой русский революции, вступил в монархическую организацию, создававшуюся в гвардейских полках. В Первую мировую войну вступил с Кавалергардским полком. Был произведен в ротмистры, командовал 4-м эскадроном полка. 7 апреля 1917 года произведен в полковники.
После развала фронта вернулся в Петроград и стал членом подпольной монархической организации Н. Е. Маркова «Великая единая Россия», занимая должность одного из помощников Маркова по военной части. По заданию организации был направлен в Киев, где вступил в армию Украинской державы гетмана П. П. Скоропадского. Состоял адъютантом штаба генерала Ф. А. Келлера, командующего русскими добровольческими частями на Украине. Во время взятия Киева петлюровцами оставался при графе Келлере, пытаясь собрать отряды из оставшихся в городе офицеров. 21 декабря 1918 года был захвачен и расстрелян вместе с графом Келлером и штабс-ротмистром Н. Н. Ивановым.

## Награды
- Орден Святой Анны 4-й ст. (1905)
- Орден Святого Владимира 4-й ст. с мечами и бантом (ВП 6.10.1914)
- Орден Святой Анны 3-й ст. с мечами и бантом (ВП 9.11.1914)